# Beilschmiedia wieringae
Beilschmiedia wieringae är en lagerväxtart som beskrevs av André Joseph Guillaume Henri Kostermans. Beilschmiedia wieringae ingår i släktet Beilschmiedia och familjen lagerväxter. Inga underarter finns listade i Catalogue of Life.